# Мар'янівка (Вінницький район)
Мар'я́нівка — село в Україні, у Немирівській міській громаді Вінницького району Вінницької області. Населення становить 266 осіб.

## Історія

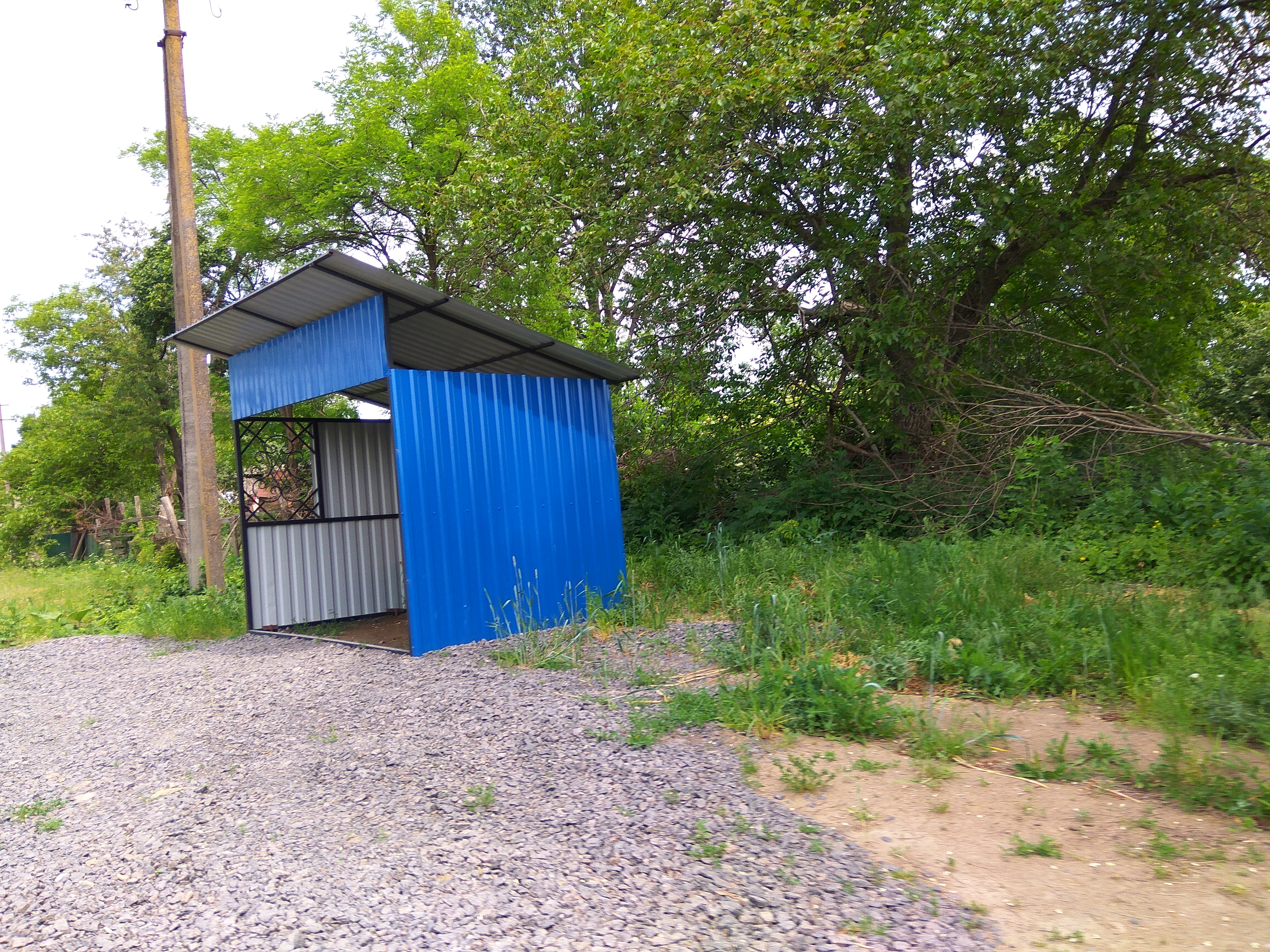
Автобусна зупинка в селі Мар'янівка

12 червня 2020 року, відповідно з розпорядженням Кабінету Міністрів України № 707-р «Про визначення адміністративних центрів та затвердження територій територіальних громад Вінницької області», Бондурівська сільська рада об'єднана з Немирівською міською громадою.
19 липня 2020 року, в результаті адміністративно-територіальної реформи та ліквідації Немирівського району, село увійшло до складу Вінницького району.